# Andrej Kadlec
Andrej Kadlec (sinh 2 tháng 2 năm 1996) là một cầu thủ bóng đá Slovakia thi đấu cho Spartak Trnava ở vị trí hậu vệ phải.

## Sự nghiệp câu lạc bộ
Anh ra mắt cho Žilina ngày 26 tháng 4 năm 2014 trước Spartak Trnava, vào sân từ băng ghế dự bị.